# 446 Aeternitas
446 Aeternitas eller 1899 ER är en asteroid i huvudbältet, som upptäcktes 27 oktober 1899 av de tyska astronomerna Max Wolf och Friedrich Karl Arnold Schwassmann i Heidelberg. Den har fått sitt namn efter Aeternitas i den romerska mytologin.
Asteroiden har en diameter på ungefär 53 kilometer.